# Принс (Западная Виргиния)
Принс (англ. Prince) — статистически обособленная местность в округе Фейетт, штат Западная Виргиния (США). По данным переписи за 2010 год число жителей города составляло 116 человек, по оценке Бюро переписи США в 2014 году в городе проживало 119 человек.
В Принсе находилась станция железнодорожной сети Чесапика и Огайо. Поселение было основано в 1889 году и названо в честь одного из первых поселенцев Уильяма Принса.

## Географическое положение

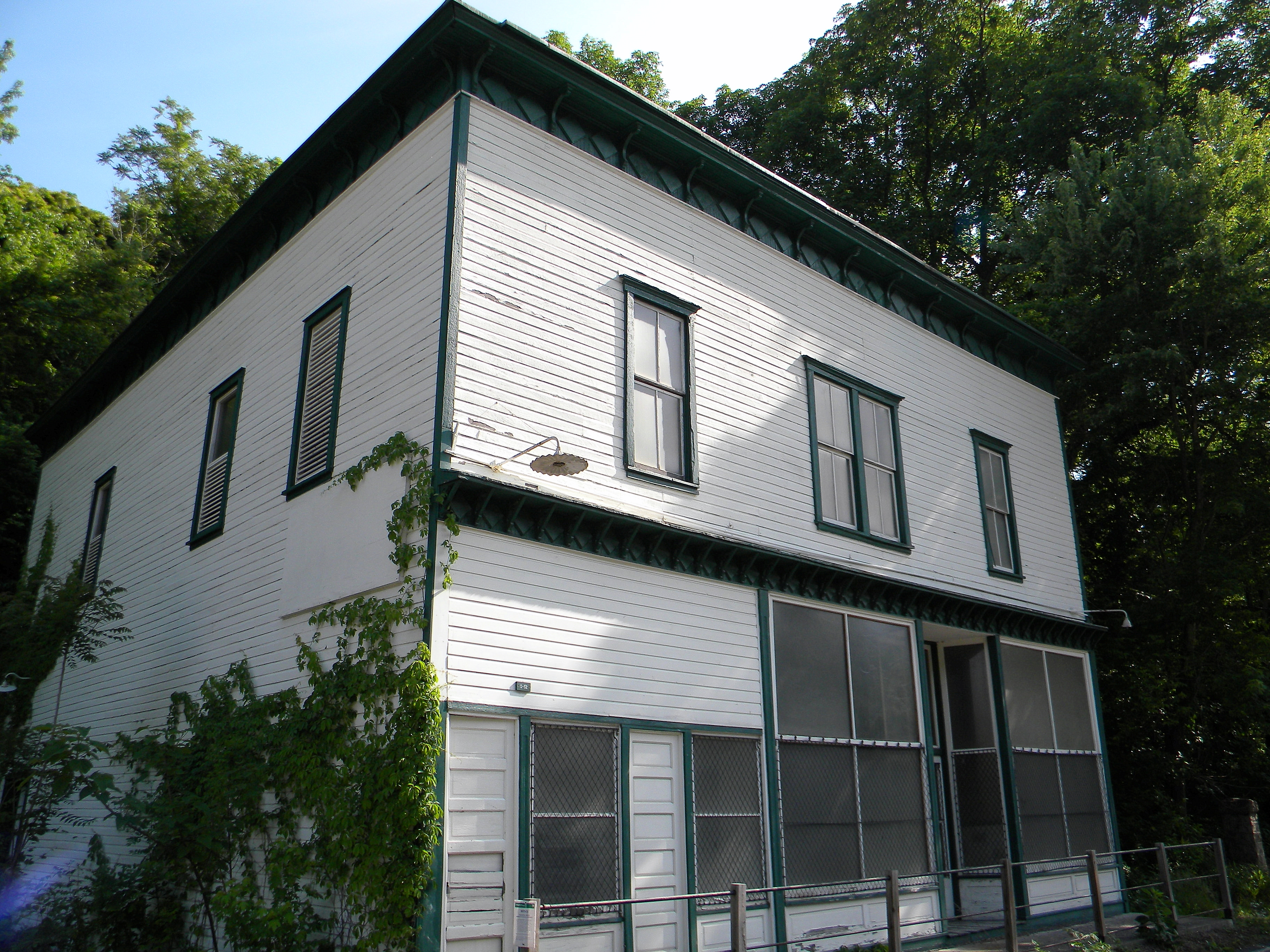
Магазин братьев Принс (входит в реестр исторических мест США)

Принс находится на юге штата Западная Виргиния на реке Нью-Ривер. По данным Бюро переписи населения США местность имеет общую площадь в 5,23 км² (4,73 — суша, 0,49 — вода).

## Население
По данным переписи 2010 года население Принса составляло 116 человек (из них 44,8 % мужчин и 55,2 % женщин), в городе было 56 домашних хозяйств и 30 семей. На территории местности были расположены 83 построек со средней плотностью 17,5 построек на один квадратный километр суши. Расовый состав: белые — 99,1 %, две и более рас — 0,9 %.
Население местности по возрастному диапазону по данным переписи 2010 года распределилось следующим образом: 17,2 % — жители младше 18 лет, 4,4 % — между 18 и 21 годами, 52,0 % — от 21 до 65 лет и 16,4 % — в возрасте 65 лет и старше. Средний возраст населения — 44,7 лет. На каждые 100 женщин в Принсе приходилось 81,3 мужчин, при этом на 100 совершеннолетних женщин приходилось уже 95,9 мужчин сопоставимого возраста.
Из 56 домашних хозяйств 53,6 % представляли собой семьи: 33,9 % совместно проживающих супружеских пар (8,9 % с детьми младше 18 лет); 12,5 % — женщины, проживающие без мужей и 7,1 % — мужчины, проживающие без жён. 46,4 % не имели семьи. В среднем домашнее хозяйство ведут 2,07 человека, а средний размер семьи — 2,87 человека. В одиночестве проживали 44,6 % населения, 17,9 % составляли одинокие пожилые люди (старше 65 лет).
В 2014 году из 92 человек старше 16 лет имели работу 78. В 2014 году медианный доход на домашнее хозяйство оценивался в 70 046 $. Доход на душу населения — 19 839 $ в год.